# بيتر دي رو
بيتر دي رو (بالهولندية: Peter de Roo)‏ هو مدرب كرة قدم ولاعب كرة قدم هولندي في مركز الوسط، ولد في 16 فبراير 1970 في أمستردام في هولندا. لعب مع نادي كامبور.